# Synekdocha
Synekdocha (gr. συνεκδοχή synekdochḗ – „wspólne otrzymywanie”), ogarnienie – odmiana metonimii, figura retoryczna, wyraźnie wskazująca na jakieś zjawisko przez użycie nazwy innego zjawiska, zawierającego to pierwsze lub zawierającego się w pierwszym. Retoryka antyczna rozróżniała kilka odmian synekdochy: część zamiast całości (pars pro toto), całość zamiast części (totum pro parte), materiał zamiast przedmiotu zeń wykonanego, rodzaj zamiast gatunku (i odwrotnie), liczba określona zamiast nieokreślonej, liczba pojedyncza zamiast mnogiej (singularis pro plurari), np. włos mi się zjeżył na głowie (używamy liczby pojedynczej – włos zamiast liczby mnogiej – włosy). W Biblii (zarówno w części hebrajskiej, jak i greckiej) oraz literaturze autorów łacińskich odnajdujemy przykłady tego typu figury retorycznej:
Synami Any: Diszon (1 Kronik 1,41)
Kto ma ucho, niech słucha (Apokalipsa 3,6)
wszyscy owi Atreusowie, Tyestesowie, Agamemnonowie (Klaudiusz Elian Opowiastki rozmaite 2,11)

## Rodzaje synekdochy
- liczby
- rodzaju
- gatunku
- abstrakcji[4]

## Przykłady synekdochy[6][7]
Wino na dni powszednie nie było osobliwsze, ale węgrzyn wytrawny i dający się pić. Gdyby też lepszego dawano, nie starczyłyby piwnice na tyle gęb i gardeł.
Józef Ignacy Kraszewski, Papiery po Glince
Ten mąż, który robi hałasy w domu za nowy kapelusz, a za domem wydaje pieniądze na ekwipaże dla aktorek - to wcale nieciekawe stworzenie : Co najgorsze, że każdy z nich przed ślubem był gorącym wielbicielem, mizerniał nie widząc długo swej pani, rumienił się, kiedy ją spotkał, a nawet niejeden obiecywał zastrzelić się z miłości.
Bolesław Prus, Lalka
Oddycha miasto ciemne długimi wiekami,spowiada miasto ciemne dawnych grobów żałość;rozrąbane żelazem, utulone snami,nie nasycone płaczem, nie spełnione chwałą.Krzysztof Kamil Baczyński, Oddycha miasto
- witamy w naszych progach zamiast witamy w naszym domu (przykład pars pro toto)
- przyszła młodzież zamiast przyszedł młody człowiek; pan władza zamiast policjant (przykład totum pro parte)
- płótno zamiast obraz (użycie materiału zamiast przedmiotu zeń wykonanego)
- śmiertelnik zamiast człowiek
- prawdziwy z niego Chopin! zamiast prawdziwy z niego pianista! (użycie konkretnego imienia zamiast ogólnego określenia)
- niebezpieczny przestępca zamiast ten człowiek to zagrożenie dla społeczeństwa (synekdocha abstrakcji)
- w imię godności człowieka; włos mi się zjeżył na głowie (synekdocha liczby)
- morderczy sztylet (zamiast broń) (synekdocha gatunku)